# Biffy Clyro
Biffy Clyro — шотландская рок-группа, состоящая из Саймона Нила (гитара, лид-вокал) и братьев-близнецов Джонстонов, Джеймса (бас-гитара, вокал) и Бэна (ударные, вокал).  Два последних альбома «Biffy Clyro» получили в Великобритании статус золотых.

## История
В январе 1995 года 15-летний школьник Саймон Нил из Эра решил создать рок-группу. С пяти лет он занимался в музыкальной школе на скрипке, но «Nirvana» сделала из Нила фаната гитары. Он быстро нашёл компаньонов в лице 14-летнего ударника Бэна Джонстона и басиста Барри Макги, которого вскоре заменил брат Бэна, Джеймс. Они назвали группу «Screwfish», после пары репетиций 31 января она дала концерт в местном центре молодёжи. В 1997 году группа, изменив название на нынешнее, перебралась в Килмарнок, где близнецы поступили в колледж на звукоинженеров, а Нил — в колледж королевы Маргариты, не определившись со специальностью. Хотя группа набирала местную известность, предложений от известных лейблов не поступало.
Вскоре продюсером «Biffy Clyro» стал Ди Бол, устроивший в 1999 году запись сингла iname на небольшой студии «Babi Yaga». Следующим летом на том же лейбле вышел мини-альбом «thekidswhopoptodaywillrocktomorrow». Вскоре его композиции зазвучали в местном эфире Радио BBC, а группа впервые приняла участие в T in the Park. На этом крупном фестивале её заметил Beggars Banquet Records, вскоре был подписан контракт. Этот лейбл в 2001—2002 годах переиздал несколько старых композиций команды. В 2002 году на нём же был выпущен первый полноценный альбом, «Blackened Sky». Восторженные оценки критиков не помогли пластинке завоевать большую популярность фанатов, но она попала в первую сотню UK Albums Chart. В следующем году вышел второй альбом, «The Vertigo of Bliss», с ещё более оригинальным звучанием из-за постоянной смены ритма и потока искажённых звуков. Столь же сложный диск 2004 года «Infinity Land» снова был хорошо встречен фанатами группы. Однако Саймон Нил считал группу недостаточным полигоном для экспериментов и в том же году создал проект «Marmaduke Duke» с ещё большим разбросом жанров.
В 2006 году группа заключила контракт с «14th Floor Records», подразделением «Warner Bros. Records». В 2007 году в Канаде был записан альбом «Puzzle», синглы из которого достигли первой 20-ки UK Singles Chart, а сам он — 2-го места в чарте альбомов и золотого статуса. Подтверждением успеха группы стал снова золотой альбом «Only Revolutions» и две его композиции в первой десятке рейтинга синглов королевства — 5-е место Mountains и 10-е That Golden Rule.

## Дискография

### Студийные альбомы
- Blackened Sky (2002)
- The Vertigo of Bliss (2003)
- Infinity Land (2004)
- Puzzle (2007)
- Only Revolutions (2009)
- Opposites (2013)
- Similarities (2014)
- Ellipsis (2016)
- A Celebration Of Endings (2020)
- The Myth of the Happily Ever After (2021)

### Cинглы
- Instant History (2020)
- Balance, Not Symmetry (2019)